# Kiko el Rocker
Marco Fabián Omar Aboytes Antonio (San Miguel de Allende, Guanajuato), conocido como Kiko el Rocker, es un cantante y guitarrista mexicano.  

## Biografía y carrera

### Primeros años
Marco Fabián Omar Aboytes Antonio, nació y se crio en San Miguel de Allende, Guanajuato, México. Su madre falleció cuando tenía siete años edad. Este hecho sería la razón para que comenzara a tocar instrumentos musicales como una manera de calmar el sentimiento de tristeza por la pérdida de su mamá. Con ayuda de su abuelo, quien también le enseñó, empezó a asistir a clases de música, en las cuales aprendería a tocar el violín y más tarde la guitarra, el bajo, el ukelele, la armónica, la melódica y el acordeón.

### Trayectoria musical
Con trece años de edad, inicio su carrera como cantante subiéndose a tocar en camiones y por las calles de su natal San Miguel de Allende, presentándose como «Kiko», nombre por el cual su madre solía llamarlo.
En 2015, formó la agrupación «Kiko y Su Banda», junto a Alberto Arana Olivares y Norberto Herrera Olvera. Aunque otras fuente citan que en realidad el grupo fue formado en 2011. Gracias a las redes sociales, dos vídeos suyos interpretando las canciones Quizás Si, Quizás No del cantante Pupo, y No voy a llorar de Wilfran Castillo, se viralizaron y le hicieron ganar reconocimiento internacional tanto a él, como a su agrupación. Esto también les ayudó a tener más exposición e incluso presentarse en televisión. En 2017, junto a su grupo, recibió el premio regional «Lo nuestro 2017». En 2019, Kiko y Su Banda grabó y publicó su primer EP, Puro Barrio. Ese mismo año, recibieron el premio «Galardón Especial de Honor» otorgado por «La Fundación Cultural Galerías plaza de las estrellas».
Kiko continuó presentándose como Kiko y su banda hasta 2021, año en que abandonó la discográfica con la que trabajaba por defraudaciones profesionales. Sobre esto, en marzo de 2024 compartió que había sido defraudado por Javier Salgado, su representante, quien le vendió la idea de convertirlo en un afamado cantante aún cuando él le comentó que solo quería un medio para poder criar a sus hijos sin necesidad de ser famoso. Salgado fue quien lo puso en contacto con la discográfica para la que grabó algunos sencillos que fueron publicados en plataformas como YouTube, Spotify, y Apple Music, pero ni él ni sus músicos recibieron el pago completo por las ganancias generadas en dichas plataformas, ni por los conciertos que dieron bajo el manejo de Javier, además de que este último se apropió de las redes sociales donde él solía subir sus grabaciones musicales. Tras esto, decidió cambiar su nombre artístico al de «Kiko el Rocker», y el de su agrupación a «Kiko el Rocker y los duendes del rock».

## Influencias
De acuerdo a Kiko, uno de los cantantes que lo influenciaron a incursionar dentro del rock urbano, fue el mexicano Rockdrigo.

## Discografía

### Con Kiko y Su Banda

#### Álbumes
- Puro barrio (2019)

#### EPs
- Vibra positiva (2022)

#### Sencillos
- Quizás si, quizás no (2019)
- Al final lloré (2019)
- El navegante. (2019)
- Adicto solo de tu cuerpo (2020)
- Campanas de mi vida (2020)
- Una mona para el olvido (2021)
- El adiós de un alcohólico (2021)
- Contigo o sin ti (2021)